# Martin Zawieja
Martin Zawieja (Soest, 31 de enero de 1963) es un deportista alemán que compitió en halterofilia. Participó en dos Juegos Olímpicos de Verano, en los años 1988 y 1992, obteniendo una medalla de bronce en Seúl 1988, en la categoría de +110 kg.

## Palmarés internacional
| Representando a la RFA |                      |                   |           |
| Juegos Olímpicos       |                      |                   |           |
| Año                    | Lugar                | Medalla           | Categoría |
| 1988                   | Seúl (Corea del Sur) | Medalla de bronce | +110 kg   |